# アラン・モウルダー
アラン・モウルダー（Alan Moulder、1959年6月11日 - ）は、イギリスの音楽プロデューサー、レコーディング・エンジニア。ジーザス&メリーチェイン、ナイン・インチ・ネイルズ、スマッシング・パンプキンズ、マイ・ブラッディ・ヴァレンタイン、ライド、プラシーボ、デス・キャブ・フォー・キューティー、アークティック・モンキーズ、フー・ファイターズ、ゼム・クルックド・ヴァルチャーズ、インターポール、ザ・キラーズ、ザ・ペインズ・オブ・ビーイング・ピュア・アット・ハートといった英米のオルタナティヴ・ロック系のアーティストを中心に活動する。

## 来歴
リンカンシャーのボストンに生まれ、幼い頃からクリームやビートルズなどのロックを聴きながら育った。1980年代からロンドンのトライデント・スタジオでアシスタント・エンジニアとして働き始め、ジャン・ミッシェル・ジャールに師事しプロデュースやエンジニアリングに影響を受ける。同じトライデントにいたフラッドとは、後に共同作業するなどこの頃から親交を深める。1989年リリースのジーザス&メリーチェインの3rdアルバム『オートマティック』にエンジニアとして参加し、これ以降マイ・ブラッディ・ヴァレンタイン、ライド、スワーヴドライヴァーといったクリエイション・レコーズ所属アーティストの作品を中心に携わっていく。
モウルダーはマイ・ブラッディ・ヴァレンタインのEP『Tremolo』と『Glider』に参加した後、マイ・ブラッディ・ヴァレンタインのファンだったスマッシング・パンプキンズとナイン・インチ・ネイルズのオファーを受ける。そしてスマッシング・パンプキンズの2枚目のアルバム『サイアミーズ・ドリーム』とナイン・インチ・ネイルズの2枚目のアルバム『ザ・ダウンワード・スパイラル』のミキシングに参加し、モウルダーは一気に知名度を高めていく。ナイン・インチ・ネイルズとの作業の結果、マリリン・マンソンを含むナッシング・レコード所属のアーティストの作品に携わる。1995年にはスマッシング・パンプキンズの3枚目のアルバム『メロンコリーそして終りのない悲しみ』でフラッドと共同プロデュースを行った。1990年代はカーヴのプロデュースも多く行い、モウルダーは後にカーヴのヴォーカリストであるトニ・ハリデイと結婚した。